# ドルエント
ドルエント（伊: Druento）は、イタリア共和国ピエモンテ州トリノ県にある、人口約8,900人の基礎自治体（コムーネ）。

## 地理
隣接するコムーネは以下の通り。
- コッレーニョ
- フィアーノ
- ラ・カッサ
- ピアネッツァ
- ロバッソメーロ
- サン・ジッリオ
- ヴェナリーア・レアーレ